# Pigi Athinas
Bei der Pigi Athinas (griechisch Πηγή Αθηνάς ‚Quelle der Athene‘) handelt es sich um eine archäologische Ausgrabungsstätte am östlichen Fuß des Olymp (niederer Olymp) in der Nähe der Ortschaft Platamonas. 

## Geschichte

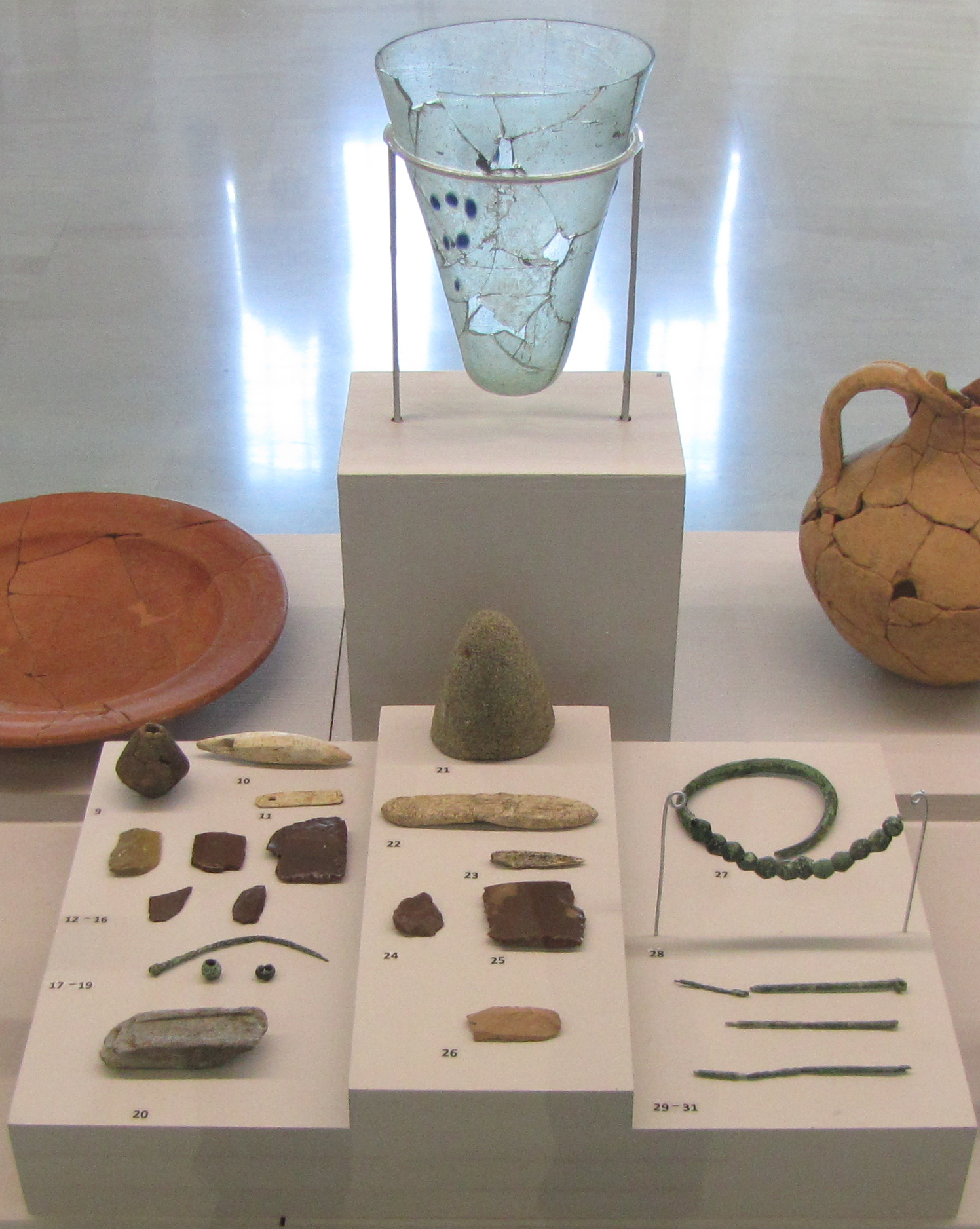
Grabbeigaben, Quelle der Athene

Die Anwesenheit von Menschen ist seit der ersten Hälfte des 7. Jahrtausends v. Chr. (frühe Neolithische Periode) bekannt. Während der mittleren neolithischen Zeit, um 5600 bis 4500 v. Chr., wurde die Region dauerhaft besiedelt, in der Bronzezeit wurde eine Nekropole mit Hügelgräbern (Tumuli) angelegt. Ein anderer Friedhof stammt aus römischer Zeit. 

## Die Ausgrabungen
Die Grabungsarbeiten begannen 2001 und wurden zunächst bis 2003 durchgeführt. Im April 2008 wurden die Grabungen wieder aufgenommen und Anfang 2011 beendet. Die Ausgrabungsstätte befindet sich unter der Trasse der Autobahn PATHE (Patras-Athen-Thessaloniki-Evzoni), die Ausgrabungen wurden von der Baugesellschaft finanziert. Die Funde reichen vom Neolithikum bis zur Post-Byzantinischen Periode (nach 1453).

### Begräbnisstätte
Die  Grabhügel stammen aus der Zeit von 1620 bis 1500 v. Chr.; die Tumuli wurden kreisförmig oder elliptisch angelegt und bestanden aus großen Kieselsteinen, die wahrscheinlich aus dem nahegelegenen Fluss stammen. Alle Hügel haben ein zentrales Grab in der Mitte, das von Westen nach Osten ausgerichtet ist. Bis auf einen Grabhügel, unter dem nur ein Verstorbener beerdigt wurde, sind um das zentrale Grab herum weitere Gräber angelegt. Das mittlere Grab ist größer und tiefer als die anderen Gräber. Die Gruben wurden mit Stein eingefasst und haben eine Tiefe von bis zu 1,30 Meter. Man fand die Skelette von 17 Menschen, die im Alter von 20 bis 50 Jahren verstorben waren; als Grabbeigaben wurden vorwiegend Tongefäße gefunden.

### Römische Begräbnisstätte
Dort wurden 16 Personen beerdigt, Skelette von 12 Erwachsenen und von vier Kindern wurden entdeckt. Der Friedhof liegt in unmittelbarer Nähe eines römischen Bauernhauses und wurde in der ersten Hälfte des 4. Jahrhunderts n. Chr. angelegt. Die Verstorbenen wurden in einfachen Gruben beigesetzt. Die Gräber wurden nicht geplündert und enthielten viele Grabbeigaben.
Eine aus der Zeit der ottomanischen Herrschaft stammende Wasserleitung wurde in der Umgebung der Nekropolen gefunden.
Die der neolithischen Nekropole zugehörige Siedlung wurde bisher nicht lokalisiert.